# Deep River (Washington)
Deep River az Amerikai Egyesült Államok északnyugati részén, Washington állam Wahkiakum megyéjében elhelyezkedő statisztikai település. A 2010. évi népszámlálási adatok alapján 204 lakosa van.

## Népesség
A 2010-es népszámláláskor  204 lakója, 92 háztartása és 63 családja volt. A népsűrűség 5,92 fő/km2. A lakóegységek száma 114, sűrűségük 3,31 db/km2. A lakosok 95,1%-a fehér,  0,5%-a indián,   0,5%-a egyéb, 3,9%-a pedig kettő vagy több etnikumú. A spanyol vagy latino származásúak aránya 1,5% (   )
A háztartások 15,2%-ában élt 18 évnél fiatalabb. 55,4% házas, 5,4% egyedülálló nő,  31,5% pedig nem család. 25% egyedül élt; 10,7%-uk 65 éves vagy idősebb. Egy háztartásban átlagosan 2,22 személy élt; a családok átlagmérete 2,56 fő.
A medián életkor 55,4 év volt. Lakóinak 15,2%-a 18 évesnél fiatalabb, 3,9% 18 és 24 év közötti, 17,2%-uk 25 és 44 év közötti, 36,8%-uk 45 és 64 év közötti, 27%-uk pedig 65 éves vagy idősebb. A lakosok %-a férfi, %-a pedig nő.
Minden 100 nőre 112,5 férfi jut; a 18 évnél idősebb nőknél ez az arány 108,4.

## Nevezetes személy
- Krist Novoselic, a Nirvana basszusgitárosa[5]

## Fordítás
- Ez a szócikk részben vagy egészben  a   Deep River, Washington című angol Wikipédia-szócikk ezen változatának fordításán alapul.  Az eredeti cikk szerkesztőit annak laptörténete sorolja fel. Ez a jelzés csupán a megfogalmazás eredetét és a szerzői jogokat jelzi, nem szolgál a cikkben szereplő információk forrásmegjelöléseként.